# Музей современного искусства (Порту)
Музей современного искусства Серралвеш (порт. Museu de Arte Contemporânea da Fundação de Serralves) — художественный музей в португальском городе Порту, основанный в апреле 1990 и открытый в июне 1999 года; постоянная коллекция содержит работы, созданные после 1960-х годов; располагается в здании, спроектированном архитектором Алвару Сиза Виейра и расположенном в 3,5-акровом парке Серралвеш; включает в себя парк скульптур; проводит временные выставки произведений современного искусства.